# Woda pogazowa
Woda pogazowa – produkt uboczny procesu wysokotemperaturowego odgazowania węgla. Zawiera wodę, amoniak i sole amonowe (głównie węglan amonu) oraz (w mniejszych ilościach) inne związki.
W wyniku zobojętnienia wody pogazowej kwasem siarkowym powstaje siarczan amonu, stosowany jako nawóz sztuczny. Otrzymuje się z niej również amoniak. 